# Henricus Johannes Arntzenius

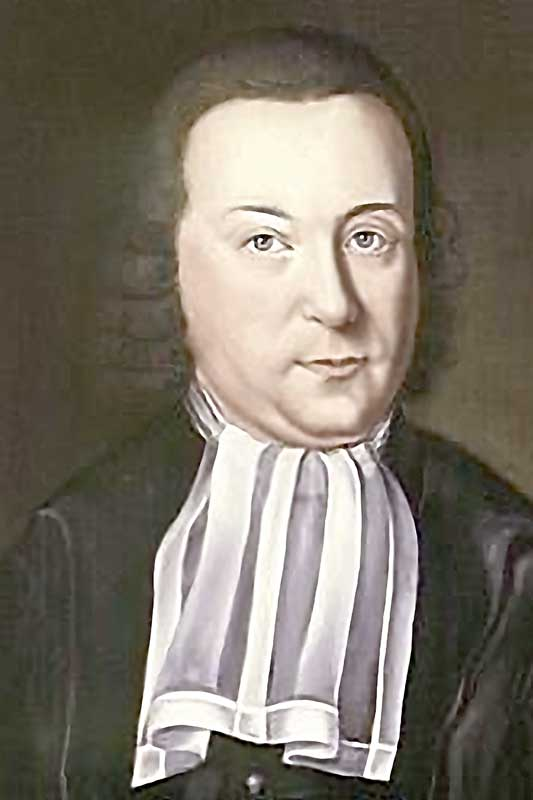
Henricus Johannes Arntzenius

Henricus Johannes Arntzenius (* 20. April 1734 in Nijmegen; † 7. April 1797 in Utrecht) war ein niederländischer Rechtswissenschaftler.

## Leben
Der Sohn des Professors der Philosophie, Geschichte und Poetik an der Universität Franeker Johann Arntzenius (1702–1759) und dessen Frau Alida Johanna Busschoff erhielt die erste Ausbildung vom Vater. Am 16. September 1749 immatrikulierte er sich an der Universität Franeker. Ein weiteres Mal schrieb er sich am 31. Mai 1755 in die Matrikel der Hochschule als Student der Rechtswissenschaften ein, wo er unter Hermann Cannegieter (1723–1804) die Abhandlung ad leg. 2 Dig. de in ius voc. (Franek. 1755) verteidigte. Dann wurde er Rektor der Schule in Leeuwarden, wo er am 27. Dezember 1757 seine Einführungsrede de Inscriptionum et lapidum eruditorum praestantia (Leeuwarden 1760) hielt. 
Nach erfolgter Disputation unter Cannegieter erhielt er in Franeker am 13. Juli 1760 den akademischen Grad eines Doktors der Rechte. Am 1. September 1763 ging er als Rektor, Gymnasialprofessor und Bibliothekar nach Zutphen, welches Amt er mit der Rede de Praecipuis iurisprudentiae calamitatibus (Zutphen 1763) antrat. Hier lehnte er Angebote eines Rektorats in Den Haag und Amsterdam ab. 
1774 wurde er von den Kuratoren der Universität Groningen zum Professor des römischen Rechts berufen, welche Stelle er am 8. Dezember desselben Jahres mit der Rede de Legibus quibusdam regiis, civilis apud Romanos sapientiae fonte (Groningen 1774) antrat. Er war 1784/85 Rektor der Hochschule und nachdem er eine Berufung nach Franeker ausgeschlagen hatte, wurde ihm 1787 zudem die Professur des niederländischen Staatsrechts übertragen. Am 19. Mai 1788 beriefen ihn die Kuratoren der Universität Utrecht zum Professor für römisches Recht und Rechtsgeschichte, welches Amt er am 23. September 1788 mit der Abhandlung De optima iuris Romani antecessoris forma, in Gerardo Noodtio, Noviomago, spectata antrat. Er beteiligte sich auch an den organisatorischen Aufgaben der Utrechter Hochschule und war 1793/94 Rektor der Alma Mater. 
Arntzenius war zwei Mal verheiratet. Seine erste Ehe schloss er am 5. August 1760 mit Rachel Cannegieter, der Tochter des Professors und Rektors in Arnheim Hendrik Cannegieter und dessen Frau Rachel Muys. Seine zweite Ehe ging er am 30. April 1770 in Zutphen mit Maria Beatrix Exalto d'Almaras († 15. September 1797 in Utrecht) ein. Aus beiden Ehen stammen mehrere Kinder. Drei Söhne überlebten ihren Vater. Bekannt sind Hendrik Jan Arntzenius (* 4. Februar 1763 in Leeuwarden; † 20. Februar 1830 in Groningen), Johann Otto Arntzenius (1770–1825) und Hermann Arntzenius (1765–1842).

## Werke
- In vigesimum quintum natalem nuptiarum Ottonis Arntzenii et Adr. Petronellae Monckiae. Amsterdam 1755
- Satira in Koningium à Köningsfeld, editorem Catonis Arcadici, qui Catone edito inter Arcadiae Divos titulo Lucumonis et Alastoris receptus est. 1760
- De Inscriptionum et Lapidum eruditorum praestantia. Leeuwarden 1760
- Specimen Observationum in quo plura juris et auctorum veterum loca illustrantur. Leeuwarden 1761
- Coelii Sedulii Carminis Paschalis Libri V et Hymni II, cum variorum notis. Leeuwarden 1761
- De Natalibus et incrementis Gymnusii Leovardiensis. Leeuwarden 1762
- De praecipuis Jurisprudentiae calamitatibus. Zutphen 1763
- Miscellaneorum Liber. Accedit Dissertatio de Lege 2 ff. de in jus vocando. Utrecht 1765
- Carmen Gulielmo V recitatum. Zutphen 1766
- Georgii d'Arnaud, Vitae Scaevolarum. Dissertatio postuma, cum praefatione, observationibus et indice Henr. Joann. Arntzenii. Utrecht 1767
- Aratoris de Actibus Apostolorum Libri duo et Epistolae tres ad Florianum, Vigilium et Parthenium ex Mss. Codicibus recensuit et observationes adjecit. Zutphen 1769
- Soteria regiae principi (Fridericae Sophiae Wilhelminae Borussicae) ex gravissimo morbo convalescenti. (circa 1770).
- De Anno millesimo quingentesimo septuagesimo secundo, quibusdam divinae potentiae indiciis insigni in condonda Belgarum Republica. Zutphen 1772
- Oratio de Legibus quibusdam regiis, civilis apud Romanos sapientiae fonte. Groningen 1774
- Institutiones Juris Belgici de conditione hominum. Groningen 1783 und Utrecht 1788, 1798, 3. Bde.
- De Optima Juris Romani Antecessoris forma in Gerardo Noodtio, Noviomago, spectatu. Utrecht 1788
- Panegyrici Veteres cum notis et animadversionibus virorum eruditorum; suas addidit Henr. Joan Arntzenius. Utrecht 1790
- Observationum Sylloge in Actis Literariis societatis Rheno-Trajectinae. Leiden und Utrecht 1793
- Oratio de eo, quod ex vetustatis usurpatione in quibusdam Belgarum legibus, usuque forensi nimium esse videtur. Utrecht 1794